# Philipp Valentin Voit von Rieneck
Philipp Valentin Voit von Rieneck (né le 7 janvier 1612 au château de Rieneck, Lohr am Main, mort le 3 février 1672 à Bamberg) est prince-évêque de Bamberg de 1653 à sa mort.

## Biographie
Philipp Valentin Voit von Rieneck vient de la famille Voit von Rieneck (de). Le siège est à Rieneck. Les membres de la famille Voit von Rieneck étaient à l'origine des ministériels servant les comtes de Rieneck (de). Les deux familles diffèrent malgré la similitude du nom.
Il est élu évêque le 13 février 1653 ; le pape est alors Innocent X, l'empereur est Ferdinand III de Habsbourg. Il est confirmé le 14 janvier 1658 et ordonné évêque le 17 juillet 1661.
Il représente une consolidation du diocèse dans les conséquences négatives de la guerre de Trente Ans comme le manque de prêtres. En 1672, il élargit considérablement l'orphelinat de Kaulberg à Bamberg.
Le sermon funéraire est prononcé par le jésuite Philipp Kisel (de). Il est enterré à Bamberg. Sa tombe le représente avec son insigne.